# 심리적 스트레스

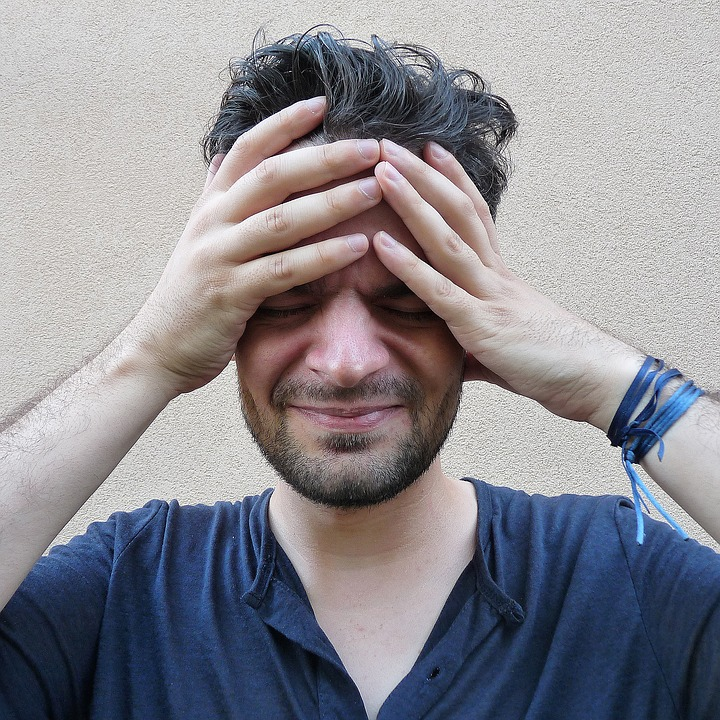
두 손을 자신의 머리에 두고 스트레스를 표현하고 있는 한 남성.

심리학에서 스트레스(stress)는 긴장과 압박의 느낌이다. 스트레스는 심리적 고통의 일종이다. 적은 양의 스트레스는 바람직하고 이로우며 심지어는 건강에 좋을 수 있다. 긍정적인 스트레스는 운동 성과를 개선하는데 도움을 줄 수 있다. 동기 부여, 적응, 환경에 대한 반응의 한 요소로서 역할을 하기도 한다. 그러나 과도한 양의 스트레스는 신체적인 위험의 결과를 낳을 수 있다. 스트레스는 뇌졸중, 심근 경색, 궤양, 또 우울증 등의 정신병의 위험을 증가시킬 수 있다.

스트레스는 외적 요인일 수 있고 환경과 관련될 수 있으나, 압박감, 불편함 등의 환경에 따라 개인에게 불안 또는 기타 부정적인 감정을 유발시키는 내부적인 지각에 의해 발생할 수도 있으며 이는 스트레스가 있다고 간주된다.
환경이 수요하는 바에 대해 자신의 자원이 충분하다고 믿지 않는다면 인간은 장애(자극, 사람, 상황 등)를 대처하기 위해 스트레스를 경험하거나 무언가를 위협적으로 인식한다. 사람들이 자신들에게 주어진 요구가 대처 능력을 초과한다고 생각하면 스트레스라고 인지한다.

## 관리
스트레스 관리(Stress management)는 흔히 일상 기능의 향상을 목적으로 스트레스 특히 만성 스트레스를 통제하기 위한 광범위한 기법이나 심리치료를 말한다. 이는 정서적 신체적 변화를 통하여 스트레스 상황에서 발생하는 긴장을 통제하고 완화하는 것이다.

### 예방 및 회복 구축
스트레스 행동을 줄이는 것은 예방의 한 방책이다. 일반적인 전략이나 기법으로는 자기모니터링(self-monitoring), 적응(tailoring), 물질적 강화(material reinforcement), 사회적 강화(social reinforcement), 사회적 지원(social support), 자기계약(self-contracting), 중요한 타인과의 계약(contracting with significant other), 성형(shaping), 추억(reminders), 자조집단(self-help groups), 전문적 원조(professional help) 등이 있다.
많은 기법이 전통적으로 스트레스의 연쇄적 결과를 다루는 것으로 발전하였지만, 상당한 연구들은 또한 심리적 회복 구축(psychological resilience-building)과 관련된 주제인 스트레스 예방에 관하여  수행되기도 하였다. 스트레스 예방과 회복 구축이라는 많은 자조적 접근법은 인지행동치료(CBT) 이론과 실천에 주로 초점을 맞추어 개발되어 왔다.
바이오피드백(Biofeedback) 역시 스트레스 관리에 중요한 역할을 하고 있다. 수타르토(Sutarto) 등의 임의 연구(randomized study)는 제작업자 사이에서 심호흡 바이오피드백(resonant breathing biofeedback, 비자발적인 심박변이를 인식하고 통제하는 것)의 효과에 대하여 우울, 불안, 스트레스가 크게 줄었다고 평가하였다.

### 스트레스를 줄여주는 운동
여러 연구에서 운동은 스트레스를 줄여준다고 밝혔다. 운동은 피로를 줄이고 수면을 향상시키며 기민성이나 집중력과 같은 인지 기능을 전반적으로 높려주고, 긴장도를 낮추며 자존감을 높여준다. 인지기능이나 자존감 등은 만성 스트레스에 시달릴 때에 감소하기에, 운동은 이상적인 대처 기제(coping mechanism)를 제공한다. 상식과 달리 스트레스 감소에 운동을 루틴으로 하거나 강렬하게 할 필요는 없다. 최소 5분 정도의 에어로빅은 항불안(anti-anxiety) 효과를 자극한다. 게다가 10분 산책은 45분 운동과 같은 심리적 이익이 있어, 이는 어떠한 양이나 강도의 운동이라도 스트레스를 줄여준다는 주장을 뒷받침한다. 자전거나 걷기 활동은 다른 수송이나 통근 수단보다 스트레스 지수가 낮다.

## 같이 보기
- 급성 스트레스 장애
- 인지 행동 치료
- 우울
- MBSR
- 직무 스트레스
- 탈진 증후군
- 심적외상
- 정신신경면역학
- 스트레스